# دختر، ازهم‌گسیخته
دختر، ازهم‌گسیخته (به انگلیسی: Girl, Interrupted) فیلمی آمریکایی محصول سال ۱۹۹۹ به کارگردانی جیمز منگولد و بازیگری وینونا رایدر، آنجلینا جولی، بریتانی مورفی و جرد لتو می‌باشد. آنجلینا جولی برای بازی در این فیلم اولین و تنها اسکارش را در رشته بهترین بازیگری نقش مکمل در سال ۲۰۰۰ بدست آورد.
آنجلینا جولی در این فیلم در نقش «لیزا رو» بوده و نقش یک بیمار روانی را بازی کرده، دختری که توانایی تشخیص تفاوت‌های بین خود خیالی و واقعی‌اش را ندارد. او در این درام فوق‌العاده با «ویونا رایدر» همبازی شده.

## خلاصه داستان
سوزانا با نقش آفرینی (وینونا رایدر) بعد از تمام کردن دوران دبیرستان در اواخر سال ۱۹۶۰ دچار افسردگی می‌شود و به همین علت دست به خودکشی می‌زند.
خودکشی نافرجام او باعث می‌شود والدینش او را به یک مؤسسه نگهداری از بیماران روانی بفرستند. در این مؤسسه دختران زیادی با مشکلات گوناگون بستری هستند. لیزا (آنجلینا جولی) جامعه ستیز است و بارها از مؤسسه فرار کرده است. دیزی (بریتنی مورفی) دختری است که مورد سوءاستفاده جنسی قرار گرفته و عادت ندارد غذایش را در حضور بقیه بخورد. پلی قربانی آتش‌سوزی است و… سوزانا به مرور با آن‌ها آشنا می‌شود و در نهایت تصمیم می‌گیرد با لیزا از مؤسسه فرار کند…